# Dalbulus tripsacoides
Dalbulus tripsacoides är en insektsart som beskrevs av Delong och Nault 1980 . Dalbulus tripsacoides ingår i släktet Dalbulus och familjen dvärgstritar. Inga underarter finns listade i Catalogue of Life.